# Marsyas (cheval)
Pour les articles homonymes, voir Marsyas (homonymie).
Marsyas (1940-1964) est un cheval de course pur-sang anglais, l'un des meilleurs spécialistes des longues distances de l'histoire des courses françaises, quadruple vainqueur du Prix du Cadran.  

## Carrière de courses
Après un premier accessit pour ses débuts à 3 ans, Marsyas se classe deuxième du Prix Daru, une poule préparatoire au Prix du Jockey Club, mais il est orienté vers les longues distances. Sa victoire dans le Prix Berteux lui ouvre les portes du Grand Prix de Paris, dans lequel il se classe troisième derrière Pensbury et Verso, le vainqueur du Jockey Club, puis est devancé par ce dernier dans le Prix Royal Oak.    
La carrière de Marsyas prend son envol l'année suivante, à 4 ans, lorsqu'il aligne cinq victoires en sept sorties, se montrant intraitable au-delà de la barrière des 3 000 mètres. Ses échecs sur les distances inférieures (échec relatif dans le Grand Prix de Saint-Cloud, total dans le Prix de l'Arc de Triomphe d'Ardan), prouvent si besoin ses dispositions de stayer - après tout, il n'est le fils d'un gagnant de Gold Cup, Trimdon, par hasard. Vainqueur de toutes les grandes courses françaises sur longue distance, il semble invincible au début de la saison 1945, mais ne se produit que deux fois, le temps de deux doublés, dans le Prix Jean Prat (aujourd'hui le Prix Vicomtesse-Vigier) et le Prix du Cadran. Après un an d'absence, il est à une tête de l'emporter pour sa rentrée dans le Prix Jean Prat, battu par l'excellent Chanteur, puis réussit le triplé dans le Prix du Cadran. La guerre étant finie, Français et Britanniques peuvent de nouveau s'affronter, et Marsyas entame une campagne d'Angleterre qui durera jusqu'à la fin d'une saison marquée par l'historique razzia française outre-Manche,. S'il laisse la Gold Cup à son frère cadet Caracalla (qui le venge de Chanteur en laissant celui-ci à deux longueurs), et se contente des Queen Alexandra Stakes (l'écurie Boussac ne met pas tous ses œufs dans le même panier), il règne sur les grandes épreuves pour stayers, remportant cinq courses d'affilée avant de baisser pavillon dans la Jockey Club Cup. Cette défaite n'annonce toutefois aucun déclin : toujours aussi fringant à 7 ans, à l'âge où la plupart de ses contemporains sont déjà au haras, il reprend le cours de ses succès dans le Prix de Lutèce puis signe un quadruplé dans le Prix du Cadran, sa chasse gardée. Ce sera sa dernière course, une blessure le contraignant à mettre fin à sa carrière.      
Dans leur livre de référence A Century of Champions, John Randall et Tony Morris considèrent Marsyas comme le deuxième meilleur cheval du monde né en 1940, derrière le crack américain Count Fleet, et le 14e meilleur cheval français du 20e siècle.    

### Résumé de carrière
| Date         | Hippodrome       | Pays        | Course                    | Distance    | Jockey            | Place       | Écart       | Vainqueur ou deuxième |
| 1943, 3 ans  | 1943, 3 ans      | 1943, 3 ans | 1943, 3 ans               | 1943, 3 ans | 1943, 3 ans       | 1943, 3 ans | 1943, 3 ans | 1943, 3 ans           |
| ------------ | ---------------- | ----------- | ------------------------- | ----------- | ----------------- | ----------- | ----------- | --------------------- |
| 17 avril     | Le Tremblay      | France      | Prix du Nord-Ouest        | 2 100 m     | Jacques Doyasbère | 2e          | -           | Fanfan                |
| 1er mai      | Le Tremblay      | France      | Prix Daru                 | 2 150 m     | Jacques Doyasbère | 2e          | -           | Norseman              |
| 21 juin      | Maisons-Laffitte | France      | Prix Berteux              | 3 000 m     | Jacques Doyasbère | 1er / 10    | nez         | Folle Nuit            |
| 27 juin      | Le Tremblay      | France      | Grand Prix de Paris       | 3 000 m     | Jacques Doyasbère | 3e / 16     | 3 ½         | Pensbury              |
| 12 septembre | Le Tremblay      | France      | Prix Royal Oak            | 3 000 m     | Jacques Doyasbère | 2e / 8      | 4           | Verso                 |
| 24 septembre | Le Tremblay      | France      | Prix Edgar Gillois        | 2 600 m     | Jacques Doyasbère | 1er / 9     | 2           | Royal Hunter          |
| 17 octobre   | Le Tremblay      | France      | Prix du Conseil Municipal | 2 300 m     | Jacques Doyasbère | 3e / 16     | 3/4         | Royal Hunter          |
| 6 novembre   | Marseille        | France      | Grand Prix de Marseille   | 2 500 m     | Charles Bouillon  | 2e / 13     | 1/2         | Esmeralda             |
| 1944, 4 ans  |                  |             |                           |             |                   |             |             |                       |
| 15 avril     | Maisons-Laffitte | France      | Prix Jean Prat            | 3 000 m     | Jacques Doyasbère | 1er / 10    | 3           | Wild Risk             |
| 6 mai        | Le Tremblay      | France      | Prix du Cadran            | 4 100 m     | Jacques Doyasbère | 1er         | -           | Royal Hunter          |
| 20 mai       | Maisons-Laffitte | France      | Prix du Nabob             | 2 400 m     | Jacques Doyasbère | 1er / 5     | 1           | Seer                  |
| 8 juillet    | Le Tremblay      | France      | Grand Prix de Saint-Cloud | 2 600 m     | Jacques Doyasbère | 3e / 9      | 2 ¾         | Un Gaillard           |
| 11 août      | Longchamp        | France      | Prix Kergorlay            | 3 000 m     | Jacques Doyasbère | 1er         | 4           | Brazza                |
| 22 octobre   | Le Tremblay      | France      | Prix de l'Arc de Triomphe | 2 300 m     | Charles Bouillon  | 0 / 11      | -           | Ardan                 |
| 20 novembre  | Le Tremblay      | France      | Prix Gladiateur           | 6 200 m     | Jacques Doyasbère | 1er / 6     | 15          | Freddy Fox            |
| 1945, 5 ans  |                  |             |                           |             |                   |             |             |                       |
| 14 avril     | Maisons-Laffitte | France      | Prix Jean Prat            | 3 000 m     | Jacques Doyasbère | 1er / 9     | 1           | Wild Risk             |
| 5 mai        | Le Tremblay      | France      | Prix du Cadran            | 4 100 m     | Jacques Doyasbère | 1er / 4     | 4           | Lackland              |
| 1946, 6 ans  |                  |             |                           |             |                   |             |             |                       |
| 28 avril     | Longchamp        | France      | Prix Jean Prat            | 3 000 m     | Jacques Doyasbère | 2e / 7      | tête        | Chanteur              |
| 12 mai       | Longchamp        | France      | Prix du Cadran            | 4 000 m     | Jacques Doyasbère | 1er / 7     | 2 ½         | Basileus              |
| 8 juin       | Hurst Park       | Royaume-Uni | White Rose Stakes         | 3 100 m     | Charlie Elliott   | 1er / 4     | 1           | Kingston              |
| 21 juin      | Ascot            | Royaume-Uni | Queen Alexandra Stakes    | 4 500 m     | Charlie Elliott   | 1er / 5     | 6           | Urgay                 |
| 1er août     | Goodwood         | Royaume-Uni | Goodwood Cup              | 4 200 m     | Charlie Elliott   | 1er / 4     | 3           | Kingston              |
| 13 septembre | Doncaster        | Royaume-Uni | Doncaster Cup             | 3 600 m     | Charlie Elliott   | 1er / 4     | 8           | Trimbush              |
| 15 octobre   | Newmarket        | Royaume-Uni | Lowther Stakes            | 2 800 m     | Charlie Elliott   | 1er / 3     | 2           | Rising Light          |
| 31 octobre   | Newmarket        | Royaume-Uni | Jockey Club Cup           | 3 600 m     | Charlie Elliott   | 3e / 4      | 4           | Felix                 |
| 1947, 7 ans  |                  |             |                           |             |                   |             |             |                       |
| 20 avril     | Longchamp        | France      | Prix de Lutèce            | 3 000 m     | Roger Poincelet   | 1er / 6     | 4           | Superlinet            |
| 11 mai       | Longchamp        | France      | Prix du Cadran            | 4 000 m     | Charlie Elliott   | 1er / 7     | 3           | Souverain             |

## Au haras
Installé au haras de Marcel Boussac, Fresnay-le-Buffard, Marsyas a connu un succès très relatif au haras, comme la plupart des stayers après une longue carrière. Toutefois, s'il n'a pas tracé (encore que l'on retrouve son nom dans le pedigree du grand étalon Darshaan, dont il est le père de la troisième mère), il a donné le bon stayer Marcip, lauréat de la Gold Cup et du Prix Royal Oak, puis envoyé comme étalon au Brésil, et tout de même un bon 2 ans, Marsyad, vainqueur des Dewhurst Stakes. 

## Origines
Marsyas est le meilleur fils de Trimdon, double vainqueur de la Gold Cup (1931, 1932).
Astronomie, sa mère, est un pilier de l'élevage Boussac. Douée, elle remporte le Prix Chloé en 1935 et termine deuxième du Prix de Flore avant de devenir l'une des plus formidables poulinières de l'histoire des courses, mère de : 
- 1940 - Marsyas
- 1942 - Caracalla (par Tourbillon) : Grand Prix de Paris, Prix Royal Oak, Gold Cup, Prix de l'Arc de Triomphe.
- 1944 - Arbar (par Djebel) : Prix du Cadran, Prix Jean Prat, Gold Cup.
- 1946 - White Rose (par Goya) : 2e Newmarket Oaks.
- 1947 - Asmena (par Goya) : Oaks, 3e Prix Vermeille.
- 1948 - Pharas (par Pharis) : Prix du Lys, Prix Berteux. Étalon de tête au Brésil.
- 1949 - Arbele (par Djebel) : Prix Jacques Le Marois, Prix d'Ispahan, Princess Elizabeth Stakes, Prix Pénélope.
- 1951 - Estremadur (par Djebel) : 3e St. Leger
- 1953 - Floriados (par Djebel) : Prix Hocquart, 2e Grand Prix de Paris.

Le système des courses de groupe n'existait pas à l'époque d'Astronomie, il a été introduit en 1971. Mais si l'on regarde le palmarès de ses produits, on dénombre cinq gagnants de courses équivalent de groupe 1 (et deux placés à ce niveau), ce qui fait d'Astronomie l'égale de Hasili, la seule jument de l'hémisphère nord à avoir produit autant de vainqueurs de groupe 1.

### Pedigree
| Origines de Marsyas (FR), mâle alezan né en 1940 | Origines de Marsyas (FR), mâle alezan né en 1940 | Origines de Marsyas (FR), mâle alezan né en 1940 | Origines de Marsyas (FR), mâle alezan né en 1940 |
| ------------------------------------------------ | ------------------------------------------------ | ------------------------------------------------ | ------------------------------------------------ |
| Père Trimdon                                     | Son-In-Law                                       | Dark Ronald                                      | Bay Ronald                                       |
| Père Trimdon                                     | Son-In-Law                                       | Dark Ronald                                      | Darkie                                           |
| Père Trimdon                                     | Son-In-Law                                       | Kizik Kourgan                                    | Matchmaker                                       |
| Père Trimdon                                     | Son-In-Law                                       | Kizik Kourgan                                    | Be Cannie                                        |
| Père Trimdon                                     | Trimestrial                                      | William The Third                                | St. Simon                                        |
| Père Trimdon                                     | Trimestrial                                      | William The Third                                | Gravity                                          |
| Père Trimdon                                     | Trimestrial                                      | Mistrella                                        | Cyllene                                          |
| Père Trimdon                                     | Trimestrial                                      | Mistrella                                        | Ark Royal                                        |
| Mère Astronomie                                  | Asterus                                          | Teddy                                            | Ajax                                             |
| Mère Astronomie                                  | Asterus                                          | Teddy                                            | Rondeau                                          |
| Mère Astronomie                                  | Asterus                                          | Astrella                                         | Verdun                                           |
| Mère Astronomie                                  | Asterus                                          | Astrella                                         | Saint Astra                                      |
| Mère Astronomie                                  | Likka                                            | Sardanapale                                      | Prestige                                         |
| Mère Astronomie                                  | Likka                                            | Sardanapale                                      | Gemma                                            |
| Mère Astronomie                                  | Likka                                            | Diane Mallory                                    | Nimbus                                           |
| Mère Astronomie                                  | Likka                                            | Diane Mallory                                    | Ferula (famille 9-e)                             |